# Enana de Piscis
Coordenadas:  01h 03m 55s, +21° 53′ 06″
La Galaxia Enana de Piscis (también denominada LGS 3) es una galaxia enana irregular ubicada en la constelación homónima, forma parte del Grupo Local y se sospecha que es una galaxia satélite de la Galaxia del Triángulo (M33). Debido a que se aproxima a la Vía Láctea a 287 km/s presenta corrimiento al azul.
Esta galaxia se le podría considerar como una de "transición", entre una enana esferoidal y una galaxia irregular, inclusive podría ser que este sea un objeto de transición real, pero también se debe considerar la posibilidad de que sea simplemente una versión rara, pero estadísticamente aceptable, de una de las dos anteriores.

## Historia
Fue descubierta por Valentina Karachentseva en el año de 1976.

## Formación estelar
Desde hace aproximadamente 10 mil millones de años la tasa de formación de nuevas estrellas en la galaxia Enana de Piscis ha estado disminuyendo. La mayoría de las estrellas de la galaxia se formaron en sus primeros años de existencia, hace 8000 millones de años.